# Hyllieby
Hyllieby är ett bostadsområde i stadsdelen Limhamn-Bunkeflo, Malmö och tidigare kyrkby i Hyllie socken. 
Hyllieby ligger mellan Lorensborgsgatan och Elinelundsvägen, norr om Annetorpsvägen. Hyllieby tillhör inte stadsdelen Hyllie, utan Limhamn-Bunkeflo. 

## Samhället
Området består av villor och radhus från 1960- och 1970-talen. I söder ligger bytomten för Hyllie by, med medeltida anor. Enskiftet gjordes 1809, och kvar i byn blev, om än i ombyggt skick, Hyllie Boställe, Hyllie gård, Svennedalsgården och Kvarngården samt del av Sulegården. Den medeltida kyrkan revs 1889, när Limhamns kyrka, till en början också benämnd Hyllie kyrka, byggdes, men kyrkogården finns kvar. 
I byn låg Hyllie skola, med årskurs 1-2, som lades ner 2014. Malmö Ridklubb bedriver sin verksamhet i Hyllie Boställe.